# Байюэ

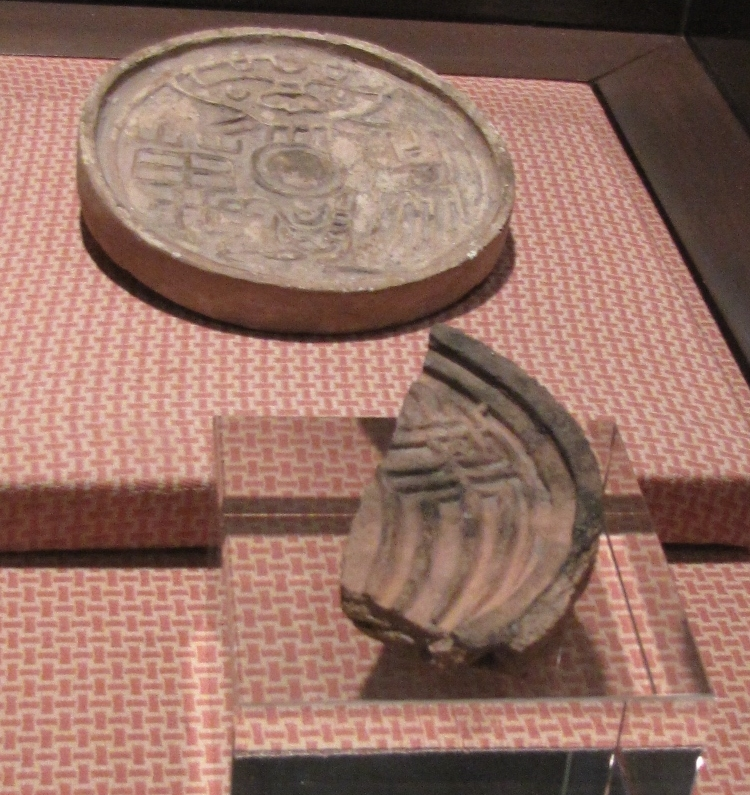
Древний артефакт, обнаруженный в городе Фучжоу, на территории исчезнувшего государства Миньюэ.

Байюэ (Бать вьет (вьет. Bách Việt), кит. трад. 百越, пиньинь bǎiyuè, палл. байюэ, буквально: «сто юэ») — термин, означающий древние китаизированные и некитаизированные племена, жившие на Юге современного Китая и на севере Вьетнама с 1-го тысячелетия до н. э. и до конца 1-го тысячелетия н. э.; они предположительно говорили на языках юэ. В Период Сражающихся царств слово «юэ» означало царство Юэ, в Чжэцзяне. Более поздние царства Миньюэ и Наньюэ считаются байюэскими. Китайские писцы изображали юэсцев варварами, которые покрывали тела татуировками и жили в примитивных обществах, не пользовались луками, не ездили на лошадях и колесницах. Байюэ сравнивают с потерянными коленами Израиля, так как на их истории спекулируют китайские историки. Те исследователи, кто ассоциируют байюэ с южнокитайскими народами, сталкиваются с проблемами интерпретации иероглифов, а те, кто считает байюэ вьетнамцами, зачастую высказывают националистические взгляды. Многие южнокитайские и северовьетнамские народы считаются потомками байюэ или имеющими с ними связь.
Байюэ, среди прочих, являются предками современных вьетов. Так как «юэ» является китайским произношением вьетнамского слова «вьет», то «бай юэ» можно перевести на русский язык и как «сто юэ» и как «сто вьетов». Такое название возможно связано с древней вьетской легендой о происхождении первых ста родов вьетов от 100 сыновей героя государя-дракона Лак Лонг Куана и его жены — горной феи Ау Ко.

## Название
Современное слово «юэ» (кит. 越, пиньинь yuè или кит. трад. 粵, упр. 粤, пиньинь yuè; ютпхин: jyut6; кант.-рус.: ютъю; вьет (вьет. Việt); чжуанск.: Vot; среднекит.: wuat) из др.-кит. *wjat. Впервые это слово было записано иероглифом «戉» (топор; запись отражает одинаковое произношение) на гадательных костях и бронзе в период царствования династии Шан (около 1200 года до н. э.), а позже — как «越» В то время оно относилось к народу или вождю племени, жившему к северо-западу от территории Шан. В начале VIII века до н. э. одно из племён в среднем течении Янцзы называли «янъюэ» (yángyuè), позже тот же термин стали использовать для называния более южных племён. Между VII и IV веками до н. э. «юэ» означало царство Юэ и его народ.
С III века до н. э. «юэ» называли некитайские пллемена на юге страны и на севере Вьетнама; народы миньюэ, наньюэ, луоюэ (вьетн.: Lạc Việt), они все вместе назывались байюэ («сто юэ»). Само это слово впервые появилось в книге Анналы Люй Бувэя, составленной примерно в 239 году до н. э..
В Древнем Китае иероглифы 越 и 粵 (читаются yuè) использовались взаимозаменяемо, однако в современном китайском их значения разделены:
- Иероглиф «越» используется для обозначения территории царства Юэ, то есть, места в современной провинции Чжэцзян, особенно Шаосин и Нинбо. К примеру, чжэцзянская опера называется «юэской оперой» (yuèjù, 越劇). Кроме того иероглиф «越» используется для обозначения Вьетнама.
- Иероглиф «粵» ассоциирован с южной провинцией Гуандун.

## Древние юэские народы
Тексты древности упоминают множество племён «юэ». Бо́льшая часть этих народов дожила до времён Имперского Китая.
| Китайский        | Пиньинь         | система Палладия       | Вьетнамский                                   | Примечания |
| ---------------- | --------------- | ---------------------- | --------------------------------------------- | --- |
| 句吳             | jùwú            | цзюйу                  | Câu Ngô кау нго                               | Основали государство Нго (кит. У) (кит. трад. 吳國, упр. 吴国, пиньинь Wú)                                     |
| 於越/于越        | Yūyuè           | юйюэ                   | Ư Việt ы вьет                                 | Государство Вьет (кит. Юэ) (кит. трад. 越國, упр. 越国, пиньинь Yuègúo)                                        |
| 揚越/扬越        | Yángyuè         | янъюэ                  | Dương Việt зыонг вьет                         | |
| 干越             | Gānyuè          | ганьюэ                 | Cán Việt кан вьет                             | |
| 閩越/闽越        | Mǐnyuè          | миньюэ                 | Mân Việt ман вьет                             | Речные юэ, государство Миньюэ                                                                                  |
| 夜郎             | Yèláng          | елан                   | Dạ Lang за ланг                               | Ночные юэ |
| 南越             | Nányuè          | наньюэ                 | Nam Việt нам вьет                             | Южные юэ |
| 東越             | Dōngyuè         | дунъюэ, Дунхай         | Đông Việt донг вьет                           | Восточные юэ, государство Восточное Оу (Донгвьет) (Вьетдонгхай, Донгхай), столица — г. Донгау (кит. Дунъоу)    |
| 山越             | Shānyuè         | шаньюэ                 | Sơn Việt шон вьет                             | Горные юэ |
| 雒越             | Luòyuè          | лоюэ                   | Lạc Việt лак вьет                             | Птичьи юэ |
| 甌越/瓯越 / 西甌 | Ōuyuè / Xīōu    | оуюэ / сиоу            | Âu Việt / Tây Âu ау вьет / тэй ау             | Юэ из [западной] долины жили в государстве Западное Оу (Тэйау)                                                 |
| 滇越,盔越        | Diānyuè, Kuīyuè | дяньюэ, куйюэ          | Điền Việt, Khôi Việt дьен вьет, кхой вьет     | Небесные юэ; юэ из долины                                                                                      |
| 彝族,蛮/蠻       | Yìzú            | ицзу, июэ, мань, маньи | Di Việt, Màn Di, Lô Lô зи вьет, ман зи, ло ло | Варвары-горцы, отделились от остальных байюэ и основали в IV веке до н. э. государство Дьен (Тьен) (кит. Дянь) |

Историк Ло Сянлинь предположил, что эти народы имеют общих предков с жителями царства Ся.

## Люди с низовьев Янцзы
В 5-м тысячелетии до н. э. нижнее течения Янцзы было густонаселённым регионом, там проживали люди хэмудуской и мацзябанской культур, одни из первых начавшие культивировать рис. К 3-му тысячелетию до н. э. сменившая их культура Лянчжу несла влияние луншаньской культуры с Великой Китайской равнины.
С IX века до н. э. два северных юэских народа, гоу-у и ю-юэ, начали испытывать всё возрастающее китайское влияние; территория проживания этих народов — соответственно, юг современного Цзянсу и север Чжэцзяна. Элита гоу-у и ю-юэ изучала письменный китайский язык и восприняли китайскую политическую систему, а также переняли военные технологии. Традиционно эти изменения считаются последствием правления У Тайбо (кит. 吳太伯), чжоуского князя, бежавшего на юг. Болотистые земли на юге сделали го-у и ю-юэ непохожими на другие народы; вместо развития агрикультуры они опирались на аквакультуру. Водный транспорт в регионе был основным способом передвижения, поэтому го-у и ю-юэ стали известны как хорошие корабельщики. Кроме того, они прославились своими мечами.
В период Чуньцю государства, основанные го-у и ю-юэ, У и Юэ, стали принимать актичное участие в китайской политике. В 512 году до н. э. У снарядило большое экспедиционное войско против Чу, расположенного в среднем течении Янцзы. Аналогичная успешная кампания в 506 году до н. э. разграбила столицу Чу — Ин. В том же году между У и Юэ вспыхнула война, продолжавшаяся 30 лет (с перерывами). В 473 году до н. э. юэский король Гоуцзянь сумел завоевать У, его признали правители Ци и Цзинь. В 333 году до н. э. Юэ было, в свою очередь, завоёвано Чу. После падения Юэ бывшая правящая семья бежала на юг, на территорию современной Фуцзяни, основав там страну Миньюэ.
Правители царства Юэ, а также преемника, царства Миньюэ, утверждали, что являются потомками Юя Великого, мифического государя царства Ся. Согласно Сыма Цяню, У было основано У Тайбо, братом У-вана.

## Китаизация

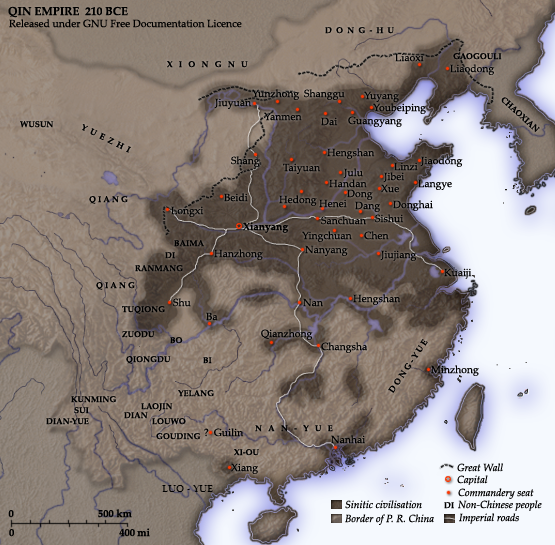
Империя Цинь и народы юэ; 210 год до н. э.

После объединения Китая Цинем Шихуанди бывшие царства У и Юэ стали частью империи Цинь. Циньские армии также прошли южнее, по реке Сянцзян, до современного Гуандуна, расставив по главным дорогам посты: «На юге Ши-хуан завоевал земли всех племён юэ, учредив на них области Гуйлинь и Сянцзюнь. Вожди всех [бай-]юэ, склонив головы и повязав шею бечёвками, вверили свои судьбы мелким чиновникам [Цинь]».
В «Географическом трактате» книги Ханьшу (закончена в 111 году н. э.) юэскими землями названа территория от Куайцзи (современный Чжэцзян) до Цзяочжи (север Вьетнама). В правление династии Хань различали два юэских народа: наньюэ на юге (современные Гуандун, Гуанси и Вьетнам); и миньюэ на юго-востоке, у реки Миньцзян в современной Фуцзяни.
Царство Наньюэ было основано после падения династии Цинь в 204 году до н. э. местным главнокомандующим Чьеу Да. На вершине могущества Наньюэ было самым сильным из юэских царств, Чьеу провозгласил себя императором, и был признан властями соседних стран. В Наньюэ доминировали ханьцы и юэсцы, они занимали основные посты. Смешение народов поощрялось, оно имело место даже в правящей фамилии. Наньюэ было завоёвано в 111 году до н. э. войсками У-ди.
Китаизация юэсцев проходила как силами войск, так и поселенцами из Китая. Согласно одному из иммигрантов времён II века до н. э., байюэ «коротко стригли волосы, татуировали тела, жили в бамбуковых зарослях, не строя ни городов, ни деревень; не имели ни стрел, ни луков; ни лошадей, ни колесниц». Сложности с перевозками и малярия в регионе замедляли китаизацию населения, когда китайцы впервые столкнулись с местными, они часто отнимали территории силой. В 40 году н. э. поднялось крупное восстание сестёр Чынг, войско в десять тысяч человек было послано во главе с прославившимся усмирением «варваров» Ма Юанем. Между 100 и 184 годами земли юэ восставали не менее семи раз.
Так как число приезжих китайцев росло, юэсцев вытесняли на бедные земли и в горы. В отличие от кочевников Средней Азии хунну и сяньби, юэсцы никогда не были значительной угрозой Китаю.
Большинство юэских народов влились в китайский этнос, и ныне их потомки проживают в Чжэцзяне и Гуандуне. Некоторые народы, преимущественно тай-кадайские — шаны, лао, тайцы, вьетнамцы, маонань, мулао, ли, дун, шуйцы, дайцы, чжуаны — сохранили свою этническую обособленность. Некоторые из них мигрировали в мон-кхмерские районы от китайской власти.

## Языки
Современная наука располагает фрагментарными знаниями о юэских языках времён байюэ, основной источник знаний о них — заимствования в китайский язык. Самый длинный памятник древнеюэской речи — «Песня о лодочнике из юэ» (кит. трад. 越人歌, пиньинь yuèrén gē), короткая песня, транскрибированная на китайский фонетическим способом в 528 году до н. э., включённая вместе с переводом в Шоюань.
Имеются разногласия относительно того, на каком языке говорили юэсцы, это мог быть язык тай-кадайской семьи, семьи мяо-яо, австронезийской семьи, австроазиатской семьи. Китайские языки, тай-кадайские и вьетские языки имеют похожие тональные системы, грамматические особенности, например, отсутствие словоизменения. Тем не менее, это не считается признаком общего происхождения, а объясняется вторичным распространением общих грамматических и/или фонетических черт среди изначально неродственных (либо отдалённо родственных) между собой языков (явление, в языкознании именуемое как «языковой союз»).
Джерри Норман и Мэй Цзилинь предоставили доказательства того, что по крайней мере некоторые юэсцы говорили на австроазиатских языках:
- Чжэн Сюань (127—200 годы н. э.) писал, что слово, похоже на кит. трад. 扎, пиньинь zā использовалось юэсцами для обозначения глагола «умереть». Норман и Мэй реконструировали это слово как *tsət и отнесли его к австроазиатской лексике, аналогично вьетнамскому chết и монскому chɒt.
- Согласно Шовэнь Цзецзы (100 год н. э.), «В Наньюэ собаку называют кит. трад. 撓獀, пиньинь náosōu; среднекит.: nuw-ʂuw)». (Sōu — «охота» по-китайски).
- Раннекитайское название Янцзы, кит. трад. 江, пиньинь jiāng; среднекит.: kœ:ŋ; *kroŋ) — позже это слово стало обозначать «река вообще». Норман и Мэй считают это слово когнатом вьетнамского sông (от *krong) и монского kruŋ.

Кроме того, приведены данные о том, что в миньских языках имеется австроазиатский субстрат.
Китайские учёные часто утверждают, что юэсцы говорили на ранне-тай-кадайском языке. Лингвист Вэй Цинвэнь перевёл «Песню лодочника из юэ» на стандартизированный чжуанский язык, Чжэнчжан Шанфан предложил интерпретацию песни на тайском языке XIII века, предполагая, что это самый близкий к юэскому говор; однако его точка зрения остаётся спорной.

## Наследие
Падение Хань ускорило китаизацию. Периоды конфликтов в северном Китае, например, период Южных и Северных династий, вызывали потоки беженцев на земли юэсцев. Ко времени династии Тан (618—907) слово «юэ» означало не народ, а регион, например, см. У-юэ. Аналогично, во Вьетнаме «вьет» означает «юэ» (в широком смысле).
Степень влияния юэской культуры на китайскую сложно оценить, но очевидно, что она была велика. Уские и юэские языки повлияли на современные уские наречия и, в некоторой степени, на миньские языки Фуцзяни.